# Mount Majerus
Mount Majerus ist ein 1635 m hoher Berg im ostantarktischen Viktorialand. Er ragt in der Saint Johns Range am Südende des Gebirgskamms Kuivinen Ridge in einer Entfernung von 1,5 km südwestlich des Lanyon Peak auf.
Das Advisory Committee on Antarctic Names benannte den Berg 2005 nach vier Mitgliedern der Familie Majerus aus Rochester, Minnesota, die zwischen 1980 und 2005 an unterschiedlichen wissenschaftlichen Projekten hauptsächlich in der Region um den McMurdo-Sund beteiligt waren. Namentlich sind dies Nicholas Delbert Majerus (* 1943), seine Tochter Michelle Renee Majerus (* 1975), sein Bruder Gregory John Majerus (* 1939) sowie dessen Tochter Nicole Renee Majerus (* 1976).